# Unterweid
Unterweid là một đô thị tại huyện Schmalkalden-Meiningen, trong Thüringen, nước Đức. Đô thị này có diện tích 7,13 km², dân số thời điểm 31 tháng 12 năm 2006 là 501 người.